# کاروانسرای لاله بجان
بقایای کاروانسرای لاله بجان مربوط به دوره صفوی است و در شهرستان ورزقان، بخش مرکزی، دهستان ازومدل شمالی، روستای لاله بجان واقع شده و این اثر در تاریخ ۲۸ اسفند ۱۳۸۵ با شمارهٔ ثبت ۱۸۸۹۹ به‌عنوان یکی از آثار ملی ایران به ثبت رسیده است.